# Gergely Jenő (matematikus)
Gergely Jenő (Kolozsvár, 1896. március 4. — Kolozsvár, 1974. május 15.) erdélyi magyar matematikus, egyetemi tanár, tankönyvíró, B. Gergely Piroska apja.

## Élete és munkássága
Tanulmányait szülővárosában a református kollégiumban (1914) és a Ferenc József Tudományegyetem matematika karán (1918) végezte. Ugyanott Riesz Frigyes tanársegédje az egyetem 1919-es elmeneküléséig. Már a Szegedre költözött egyetemen doktorált 1921-ben. 1918-tól 1948-ig a kolozsvári Marianum leánygimnáziumban tanított, 1947-től nyugalomba vonulásáig előbb a Bolyai Tudományegyetem, majd a Babeș–Bolyai Tudományegyetem matematika karán tanított, és egyidejűleg a Román Akadémia kolozsvári Számítási Intézetének munkatársa volt (1952–1962). Szakközleményei román, német, angol és magyar nyelven a nemeuklideszi geometriáról, mindenekelőtt a Bolyai- és Lobacsevszkij-geometriával, valamint a Hilbert-féle terekkel kapcsolatban romániai és külföldi matematikai szakfolyóiratokban jelentek meg. A kolozsvári Matematikai és Fizikai Lapok folyóirat munkatársa. Tanulmánnyal szerepel a Bolyai János élete és műve c. emlékkötetben (1953).
Hagyatékában maradt több, iskolás és fiatal korában készített rajz és festmény.

## Családja
Felesége Nagy Piroska (1899–1992). Leányai: Béldiné Gergely Mária (1927–2018) orvos és B. Gergely Piroska (1933–2019) nyelvész.

## Emlékezete

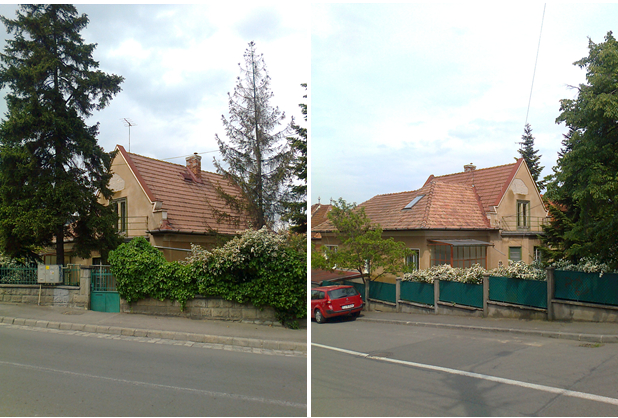
Lakóháza 1932 és 1974 között (Fellegvár, Gruia utca)

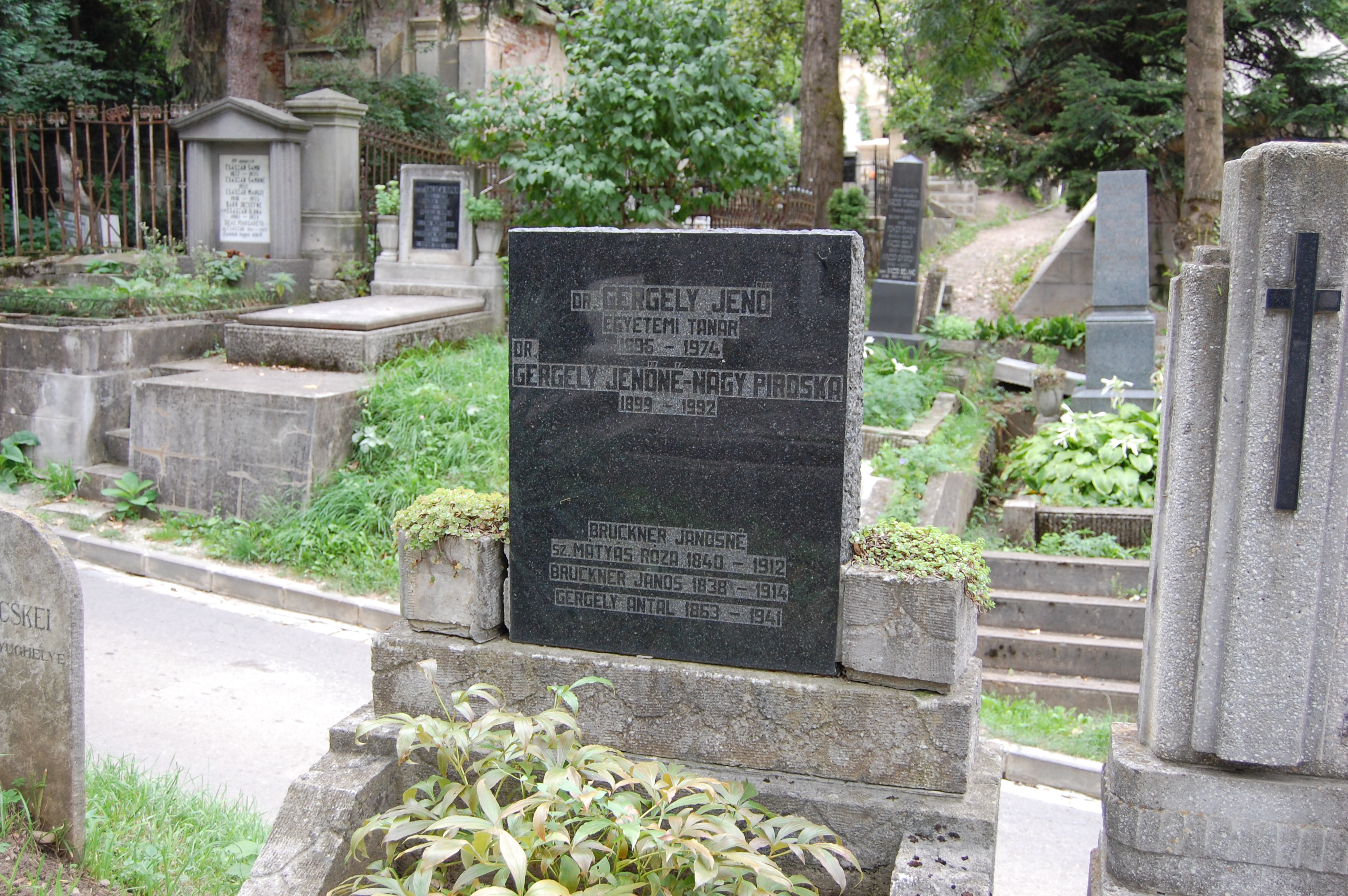
Sírja a Házsongárdi temetőben

- Sírja a kolozsvári Házsongárdi temető I.c. parcellájában, a jobb oldali sétány elején található.
- 2022. január 10-én, a matematika napján, a tordai Valer Suciu Galériában kiállítást rendeztek fiatalkori képeiből, rajzaiból[3]
- 2023. június 26-án kiállítást rendeztek fiatalkori képeiből és rajzaiból a kolozsvári Kolozs Megyei Könyvtár előcsarnokában, ahol egy albumot is bemutattak.[4]

## Munkái (válogatás)
- Algebra (tankönyv a középiskolák VI. osztálya számára, Kolozsvár 1937)
- A nemeuklidészi geometria ismertetése Bolyai „Appendix”-e nyomán. in: Bolyai János élete és műve (Tudományos Könyvkiadó, Bukarest 1953).
- Bevezetés a differenciálgeometriába (egyetemi jegyzet, társszerző Kiss Árpád, Kolozsvár 1957)
- A Lobacsevszkij–Bolyai-tér egyenes vonalú felületeinek néhány típusáról s a tér néhány más kérdéséről. Studia Univ. Babeș et Bolyai, Math. fasc. 1, 17–23 (1958)
- Elementare Geometrie der Geradenbüschel der Lobatschewski-Bolyaischen Ebene. Erweiterung der Lobatschewski-Bolyaischen Ebene. Mathematica, Cluj 2 (25), 41–53 (1960).
- Ipotezele care stau la baza geometriei lui B. Riemann (Editura Tehnicǎ, Bukarest 1963).